# Hsieh Yu-hsing
Hsieh Yu-hsing (chinesisch 謝裕興; * 23. Juli 1983 in Kaohsiung) ist ein taiwanischer Badmintonspieler.

## Karriere
Hsieh Yu-hsing nahm 2008 im Herreneinzel an Olympia teil. Er kämpfte sich dabei bis ins Viertelfinale vor und wurde somit 5. in der Endabrechnung. Im selben Jahr gewann er die Greece International und wurde zweimal Dritter bei den Australian Open.

## Sportliche Erfolge
| Saison | Veranstaltung                     | Disziplin    | Platz | Name                            |
| ------ | --------------------------------- | ------------ | ----- | ------------------------------- |
| 2006   | Weltmeisterschaften der Studenten | Herreneinzel | 3     | Hsieh Yu-hsing                  |
| 2008   | Greece International              | Herreneinzel | 1     | Hsieh Yu-hsing                  |
| 2008   | New Zealand Open                  | Mixed        | 2     | Hsieh Yu-hsing / Chien Yu-chin  |
| 2008   | Olympia                           | Herreneinzel | 5     | Hsieh Yu-hsing                  |
| 2008   | Australian Open                   | Herrendoppel | 3     | Chen Hung-ling / Hsieh Yu-hsing |
| 2008   | Australian Open                   | Herreneinzel | 3     | Hsieh Yu-hsing                  |
| 2008   | New Zealand Open                  | Herreneinzel | 3     | Hsieh Yu-hsing                  |